# Ahmad al-Lawzi

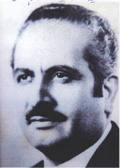
Ahmad al-Lawzi

Ahmad Abd al-Karim al-Lawzi (auch Ahmad ʿAbd al-Karim al-Lozi; arabisch أحمد اللوزي, DMG Aḥmad al-Lawziyy; * 1925 in al-Jubayha, Amman, Transjordanien; † 18. November 2014) war ein jordanischer Politiker, der unter anderem zwischen 1971 und 1973 Ministerpräsident von Jordanien war.

## Leben
al-Lawzi begann nach dem Schulbesuch in Amman und in al-Salt ein Studium am Teachers’ College in Bagdad, das er 1950 mit einem Bachelor of Arts (B.A. Litt.) abschloss. Im Anschluss war er zwischen 1950 und 1953 als Lehrer an einer Schule in al-Salt sowie zuletzt am al-Hussein Secondary College in Amman tätig, ehe er 1953 stellvertretender Protokollchef sowie 1956 Protokollchef des königlichen Hofes wurde. 1957 wurde er Protokollchef des Außenministeriums und Zeremonienmeister am Königshof. 1961 wurde er Mitglied der Abgeordnetenversammlung (Maǧlis an-Nuwwāb) und als solcher 1962 für das Gouvernement Amman wiedergewählt. 1963 wurde er Assistent des Chefs des königlichen Hofes sowie 1964 Staatsminister beim Ministerpräsidenten Bahdschat at-Talhuni. 1965 wurde er Mitglied des Senats (Maǧlis al-Aʿyān), des vom König ernannten Oberhauses des jordanischen Parlaments (Madschlis al-Umma), und gehörte diesem bis 1967 an. Während seiner Senatsmitgliedschaft gehörte er als Mitglied dem Rechts- und Verwaltungsausschuss sowie dem Finanzausschuss an.
Zwischen März und Oktober 1967 übernahm al-Lawzi im zweiten Kabinett von Ministerpräsident Hussein ibn Nasser sowie in der Regierung von Ministerpräsident Saad Dschumaa die Ämter als Innenminister sowie als Minister für städtische und dörfliche Angelegenheiten. Im dritten Kabinett von Ministerpräsident Wasfi al-Tal übernahm er 1970 das Amt des Finanzministers. Nach der Ermordung von Ministerpräsident Wasfi al-Tal am 28. November 1971 wurde er am 29. November 1971 zu dessen Nachfolger als Ministerpräsident ernannt und bekleidete dieses Amt bis zu seiner Ablösung durch Zaid al-Rifai am 26. Mai 1973. Daneben war er zwischen 1971 und 1975 Mitglied des Verwaltungsrates der Universität von Jordanien. 1978 wurde er Präsident des Nationalen Konsultativrates und verblieb auf diesem Posten bis 1979.
Im Anschluss war al-Lawzi zwischen 1979 und 1984 Chef des königlichen Hofes und damit einer der engsten Berater von König Hussein I. 1984 wurde er abermals Mitglied des Senats und fungierte zwischen 1984 und seinem Rücktritt am 7. Juni 1997 als Präsident des Senats. 2000 wurde er Vorsitzender des Verwaltungsrates der Universität von Amman. Im April 2011 wurde er von König Abdullah II. bin al-Hussein zum Vorsitzenden eines Königlichen Ausschusses zur Überarbeitung der Verfassung Jordaniens berufen.
Eine Tochter al-Lawzis ist mit dem Politiker und Unternehmer Abdelkarim al-Kabariti, der ebenfalls zwischen 1996 und 1997 Ministerpräsident sowie von 1999 bis 2000 Chef des königlichen Hofes war.